# Jean-François Soucy
Jean-François Soucy (né le 24 mars 1982 à Rivière-du-Loup, dans la province de Québec au Canada) est un joueur professionnel canadien de hockey sur glace.

## Carrière de joueur
En 1999, il commence à jouer dans la Ligue de hockey junior majeur du Québec, avec les Foreurs de Val-d'Or. Après une saison et demie, il est échangé au Rocket de Montréal.
En 2001, lors du repêchage de la Ligue nationale de hockey, il est repêché en 8e ronde, 252e au total par le Lightning de Tampa Bay.
Il commence sa carrière professionnelle en 2003, avec les Ice Pilots de Pensacola de l'East Coast Hockey League.
Entre 2003 et 2006, il joue avec plusieurs clubs de la Ligue américaine de hockey (Bears de Hershey et Falcons de Springfield) et de l'ECHL (Ice Pilots de Pensacola, Chiefs de Johnstown, RoadRunners de Phoenix et Gulls de San Diego).
Il commence la saison 2006-2007 avec les Jackals d'Elmira de la United Hockey League, puis il se joint au CRS Express de Saint-Georges de la Ligue nord-américaine de hockey.
Depuis ce temps, il a aussi joué avec le Caron et Guay de Trois-Rivières, le Saint-François de Sherbrooke, le CIMT de Rivière-du-Loup, le Lois Jeans de Pont-Rouge et les 3L de Rivière-du-Loup.

## Statistiques
| Saison    | Équipe                          | Ligue |    | Saison régulière | Saison régulière | Saison régulière | Saison régulière | Saison régulière |   | Séries éliminatoires | Séries éliminatoires | Séries éliminatoires | Séries éliminatoires | Séries éliminatoires |
| Saison    | Équipe                          | Ligue | PJ | B                | A                | Pts              | Pun              | PJ               | B | A                    | Pts                  | Pun                  |                      |                      |
| 1999-2000 | Foreurs de Val-d'Or             | LHJMQ | 55 | 1                | 4                | 5                | 9                | -                | - | -                    | -                    | -                    |                      |                      |
| 2000-2001 | Foreurs de Val-d'Or             | LHJMQ | 38 | 3                | 4                | 7                | 57               | -                | - | -                    | -                    | -                    |                      |                      |
| 2000-2001 | Rocket de Montréal              | LHJMQ | 27 | 3                | 8                | 11               | 37               | -                | - | -                    | -                    | -                    |                      |                      |
| 2001-2002 | Rocket de Montréal              | LHJMQ | 49 | 8                | 13               | 21               | 94               | 7                | 0 | 2                    | 2                    | 8                    |                      |                      |
| 2002-2003 | Rocket de Montréal              | LHJMQ | 65 | 24               | 31               | 55               | 168              | 7                | 0 | 2                    | 2                    | 24                   |                      |                      |
| 2003-2004 | Ice Pilots de Pensacola         | ECHL  | 57 | 10               | 10               | 20               | 199              | 5                | 0 | 0                    | 0                    | 23                   |                      |                      |
| 2003-2004 | Bears de Hershey                | LAH   | 12 | 2                | 2                | 4                | 29               | -                | - | -                    | -                    | -                    |                      |                      |
| 2004-2005 | Falcons de Springfield          | LAH   | 55 | 1                | 4                | 5                | 203              | -                | - | -                    | -                    | -                    |                      |                      |
| 2004-2005 | Chiefs de Johnstown             | ECHL  | 14 | 1                | 2                | 3                | 49               | -                | - | -                    | -                    | -                    |                      |                      |
| 2005-2006 | RoadRunners de Phoenix          | ECHL  | 52 | 10               | 14               | 24               | 197              | -                | - | -                    | -                    | -                    |                      |                      |
| 2005-2006 | Gulls de San Diego              | ECHL  | 16 | 1                | 4                | 5                | 28               | 4                | 0 | 0                    | 0                    | 6                    |                      |                      |
| 2006-2007 | Jackals d'Elmira                | UHL   | 11 | 1                | 3                | 4                | 81               | -                | - | -                    | -                    | -                    |                      |                      |
| 2006-2007 | CRS Express de Saint-Georges    | LNAH  | 32 | 6                | 19               | 25               | 100              | 9                | 2 | 6                    | 8                    | 64                   |                      |                      |
| 2007-2008 | CRS Express de Saint-Georges    | LNAH  | 42 | 8                | 18               | 26               | 242              | 11               | 3 | 0                    | 3                    | 45                   |                      |                      |
| 2008-2009 | CRS Express de Saint-Georges    | LNAH  | 6  | 2                | 0                | 2                | 31               | -                | - | -                    | -                    | -                    |                      |                      |
| 2008-2009 | Caron et Guay de Trois-Rivières | LNAH  | 19 | 3                | 5                | 8                | 85               | -                | - | -                    | -                    | -                    |                      |                      |
| 2008-2009 | Saint-François de Sherbrooke    | LNAH  | 10 | 2                | 3                | 5                | 23               | 2                | 0 | 0                    | 0                    | 8                    |                      |                      |
| 2008-2009 | Huskys de Paspébiac             | LHSEQ | 5  | 7                | 12               | 19               | 22               | 2                | 2 | 2                    | 4                    | 8                    |                      |                      |
| 2009-2010 | CIMT de Rivière-du-Loup         | LNAH  | 12 | 2                | 0                | 2                | 33               | -                | - | -                    | -                    | -                    |                      |                      |
| 2009-2010 | Lois Jeans de Pont-Rouge        | LNAH  | 20 | 2                | 4                | 6                | 146              | -                | - | -                    | -                    | -                    |                      |                      |
| 2010-2011 | 3L de Rivière-du-Loup           | LNAH  | 31 | 2                | 6                | 8                | 145              | 9                | 0 | 2                    | 2                    | 35                   |                      |                      |